# Con gli occhi dell'assassino (film 2010)
Con gli occhi dell'assassino (Los ojos de Julia) è un film spagnolo del 2010 diretto da Guillem Morales.

## Trama
Julia e Sara sono gemelle affette da una grave malattia degenerativa che porta ad una graduale perdita della vista, culminante con la cecità. Sara viene ritrovata impiccata nella cantina della sua abitazione, ma Julia - con la certezza che la sorella non sarebbe mai stata capace di un simile gesto - rifiuta l'ipotesi del suicidio e decide di indagare. Inizia perciò un viaggio che la condurrà a scoprire terribili verità sugli ultimi giorni di vita della sorella, addentrandosi sempre più in un mondo di oscurità e imbattendosi in una serie di morti e scomparse inspiegabili. Mentre la vista di Julia si affievolisce, la donna comincia a capire che qualcosa di terribile sta accadendo attorno a lei, qualcosa che nessun altro sembra notare, e che la lascerà sola ad affrontare il pericolo mentre il tempo a disposizione per scoprire chi si nasconde dietro l'omicidio della sorella scorre troppo velocemente.